# Ampelisca excavata
Ampelisca excavata är en kräftdjursart. Ampelisca excavata ingår i släktet Ampelisca och familjen Ampeliscidae. Inga underarter finns listade i Catalogue of Life.